# Matti Raivio
Matti Raivio (* 22. Februar 1893 in Pihlajavesi; † 25. Mai 1957 ebenda) war ein finnischer Skilangläufer.
Raivio, der für den Ähtärin Urheilijat und den Pilajaveden Sk Urheilijat startete, errang im Jahr 1923 bei den Lahti Ski Games jeweils den zweiten Platz über 10 km und 50 km. In den Jahren 1925 und 1927 gewann er bei den Lahti Ski Games den 10-km-Lauf. Zudem errang er im Jahr 1925 den dritten Platz über 50 km und im Jahr 1927 den ersten Platz über 50 km.
Bei den Nordischen Skiweltmeisterschaften 1926 in Lahti wurde der nur 1,69 Meter große Finne erster Weltmeister im Skilanglauf über 30 Kilometer. Außerdem gewann er dort den 50-km-Lauf. Bei den Olympischen Winterspielen 1924 in Chamonix belegte er  über 18 und über 50 km den siebten Platz. Bei den Olympischen Winterspielen 1928 in St. Moritz trat er den Lauf über 50 km an, den er aber nicht beendete.

## Erfolge
- Nordische Skiweltmeisterschaften 1926 in Lahti: Gold über 30 km, Gold über 50 km